# Vitaly Bergelson

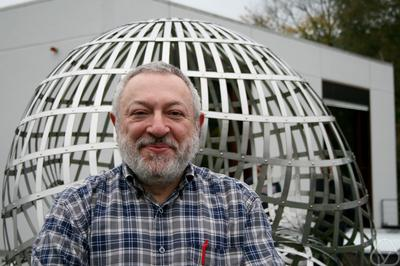
Vitaly Bergelson 2012

Vitaly Bergelson (* 1950 in Kiew) ist ein israelischer Mathematiker.

## Werdegang
Bergelson wurde 1984 bei Hillel Fürstenberg an der Hebräischen Universität in Jerusalem promoviert (Applications of ergodic theory to combinatorics). Er lehrte am Technion und ist Professor an der Ohio State University.
Bergelson befasst sich mit Ergodentheorie und Kombinatorik. Er bewies mit seinem Doktoranden Alexander Leibman eine Polynomiale Verallgemeinerung des Satzes von Szemerédi (Polynomial Szemerédi Theorem). Genauer bewiesen sie eine Polynom-Version einer mehrdimensionalen Verallgemeinerung von Szemeredi´s Theorem von Katznelson und Fürstenberg. Er arbeitete auch mit Terence Tao und Tamar Ziegler.
2012 wurde er Fellow der American Mathematical Society. 2006 war er Invited Speaker auf dem Internationalen Mathematikerkongress in Madrid (Ergodic Ramsey Theory: A Dynamical Approach to Static Theorems). Für 2024 wurde ihm die Stefan-Banach-Medaille zugesprochen.

## Schriften
- mit Alexander Leibman: Polynomial extensions of van der Waerden’s and Szemerédi’s theorems. In: Journal of the American Mathematical Society. Band 9, Nr. 3, 1996, S. 725–753, doi:10.1090/S0894-0347-96-00194-4.
- mit Peter March, Joseph Rosenblatt: Convergence in ergodic theory and probability. (Papers from the Conference on Convergence in Ergodic Theory and Probability, held at Ohio State University, in June 1993) (= Ohio State University Mathematical Research Institute Publications. 5). de Gruyter, Berlin u. a. 1996, ISBN 3-11-014219-8.
- mit Bernard Host, Randall McCutcheon, Franiçois Parreau: Aspects of uniformity in recurrence. In: Colloquium Mathematicum. Band 85, 2000, S. 549–576, doi:10.4064/cm-84/85-2-549-576.
- mit Randall McCutcheon: An ergodic IP polynomial Szemerédi theorem (= Memoirs of the American Mathematical Society. 4). American Mathematical Society, Providence RI 2000, ISBN 0-8218-2657-3.
- mit Alexander Leibman: Failure of Roth theorem for solvable groups of exponential growth. In: Ergodic Theory and Dynamical Systems. Band 24, Nr. 1, 2004, S. 45–53, doi:10.1017/S0143385703000427.
- mit Bernard Host, Bryna Kra, Imre Ruzsa: Multiple recurrence and nilsequences. In: Inventiones Mathematicae. Band 160, 2005, S. 261–303, doi:10.1007/s00222-004-0428-6.